# Zlámanecký potok
Zlámanecký potok je levostranný přítok říčky Březnice ve Zlínském kraji. Délka jeho toku je 10,8 km. Plocha povodí měří 41,1 km².

## Průběh toku
Potok pramení severovýchodně od obce Zlámanec, na severozápadním úbočí vrchu Doubí (429 m), v nadmořské výšce 365 m. Teče převážně jihozápadním směrem. Svoji pouť končí v obci Bílovice, kde se v nadmořské výšce 195 m vlévá zleva do říčky Březnice.

### Větší přítoky
Největším přítokem Zlámaneckého potoka je Částkovský potok, který se do něj vlévá zleva mezi obcemi Nedachlebice a Částkov. Další jeho přítoky, které se nazývají Neradovský potok, Lipinský potok a Olšoveček, které jsou též levostranné, již nejsou tak velké. 

## Vodní režim
Průměrný průtok u ústí činí 0,15 m³/s.